# Емілія
Емілія (застар. Ємілія) — жіноче ім'я давньоримського походження.
Споріднені імена: Ірма, Еммі, Емма, Еміліана.
День янгола — 1 січня.

## Відомі носійки
- Емілія Кесарійська (Каппадокійська) — преподобна, пам'ять 1 січня.
- Емілія Лепіда — традиційне жіноче ім'я патриціанського давньоримського роду Еміліїв.
- Емілії (лат. Aemilii) — один із п'яти старших давньоримських родів (лат. gentes maiores).
- Емілія Лілеєва (1824-1893) — оперна співачка (лірико-драматичне сопрано).
- Емілія (герцогиня Гаетанська) — дружина герцога Іоанна III та регент під час правління малолітнього онука Іоанна V.
- Емілія Мільтон (1902-1978) — російська акторка.
- Емілі Дікінсон — американська поетеса.
- Емілі Бронте (1818-1848) — англійська письменниця та поетеса.
- Емілія Мусіна-Пушкіна (1810-1846) — відома красуня (їй присвячено мадригал Лермонтова), знайома А. С. Пушкіна, сестра знаменитої Аврори Демидової.
- Емілія Плятер (1806-1831) — графиня, учасниця листопадового повстання.
- Емілія Ридберг (нар. 1978) — шведська поп співачка.
- Емілія Підвисоцька — українська акторка, дружина Костя Осиповича Підвисоцького, хресна матір Корнила Яновича (брат Леся Курбаса)
- Емілія Співак (нар. 1981) — російська акторка театру і кіно.
- Астрід Анна Емілія Ліндгрен — шведська дитяча письменниця, чиї книги перекладені більш ніж 85 мовами та видані більше ніж у 100 країнах.
- Емілія Турей (нар. 1984) — російська гандболістка, крайня нападаюча збірної Росії.
- Емілі дю Шатле — французький математик і фізик. Була музою і натхненницею Вольтера.
- Емілія Флегій (1874-1952) — австрійський модельєр.
- Косничук Емілія Андріївна — українська редакторка, сценаристка, журналістка, кінокритикиня.
- Емілія Фокс (нар. 1974) — британська акторка театру і кіно.
- Емілія Хайм (1885-1954) — австрійська співачка (сопрано).
- Емілі Бронте — англійська письменниця, авторка роману «Грозовий перевал».
- Емілі Шиндлер — дружина Оскара Шиндлера.
- Іда Емілія Аалберг — фінська акторка.
- Емілія Чегрінцева (1904-1989) — російська поетеса «першої хвилі» еміграції, учасниця низки літературних об'єднань Праги.
- Емілія Шанкс (1857-1936) — англо-російська художниця, перша жінка-живописець, прийнята в Товариство пересувних художніх виставок.
- Емілія Іоанівна Іллєнко — українська кінорежисерка.
- Емілія Штинь (1910-2007) — альгологиня, докторка біологічних наук, професорка.
- Емілія — дружина Яго, героя Отелло (опера Джузеппе Верді).
- Емілія Кларк — британська театральна, телевізійна та кіноакторка.